# Calamus pseudomollis
Calamus pseudomollis är en enhjärtbladig växtart som beskrevs av Odoardo Beccari. Calamus pseudomollis ingår i släktet Calamus och familjen Arecaceae. Inga underarter finns listade i Catalogue of Life.